# 托克·塔拉吉
托克·托菲基亞·塔拉吉爵士（1951年1月9日—2020年7月15日），是纽埃的政治人物，前纽埃总理，自2008年6月19日起由紐埃議會以14比5（另外1人棄權）擊敗時任总理扬·维维安選出成為纽埃总理。